# Monastère Saint-Georges d'Al-Khader
Le monastère Saint-Georges d’Al-Khader (en arabe : دير وكنيسة القديس جاورجيوس) est un monastère chrétien orthodoxe de la ville palestinienne d’Al-Khader, près de Beit Jala et de Bethléem, au centre de la Cisjordanie. Le nom de la ville d’Al-Khader vient de l’appelation de saint Georges de Lydda, "Al-Khidr" ; l’église est considérée comme le plus important sanctuaire à Al-Khidr en Palestine
Selon la tradition locale, saint George a été emprisonné à al-Khader. Les chaînes avec lesquelles il a été enchaîné sont des reliques auxquelles les fidèles attribuent le pouvoir de guérison.

## Histoire

### Croisades et période ayyoubide
Un texte anonyme grec du XIIIe siècle indique : « Après Beit Jala, il faut voir l’église du Grand Georges; et les chaînes qu’il portait y sont conservées ».
Vers 1421/1422, l’église est mentionnée par John Poloner, voyageur en Palestine, comme située sur une colline près de Bethléem,. En 1480 Félix Fabri note « À côté de cette église se trouve un grand et beau monastère de caloyers, mais qui tombe en ruines, dont il ne reste qu’une petite masure contre l’église où logent deux moines ».

### Période ottomane
Vers 1740, Richard Pococke indique encore le couvent, mais en 1838, quand Edward Robinson passe, l’église a été transformée en mosquée,.
En 1863, Victor Guérin note que « Quant au couvent ou Deir el-Khadher, il est peu considérable et ne paraît pas si ancien. Il est administré par un seul religieux grec, aidé de deux frères et de quelques domestiques. Un petit nombre d'étroites cellules y sont réservées aux étrangers. Une porte solide et bardée de fer donne accès dans l'intérieur du cloître. »
À la fin du XIXe siècle, une partie du monastère est utilisée pour soigner les maladies mentales,.
L’église actuelle est construite en 1912 mais les restes de la chapelle datent du XVIe siècle. L’intérieur de l’édifice est de style chrétien oriental et le dôme est orné d’un Christ pantocrator.

### Période contemporaine era
Depuis que le prêtre de l’église est le seul habitant chrétien d’Al-Khader, le monastère attire les musulmans de la ville. Pendant la fête de la Saint-Georges (en) début juin, la bride du cheval de saint Georges passe sur les corps des visiteurs pour prévenir ou soigner toute maladie mentale, pour lesquelles saint Georges est renommé.

## Galerie

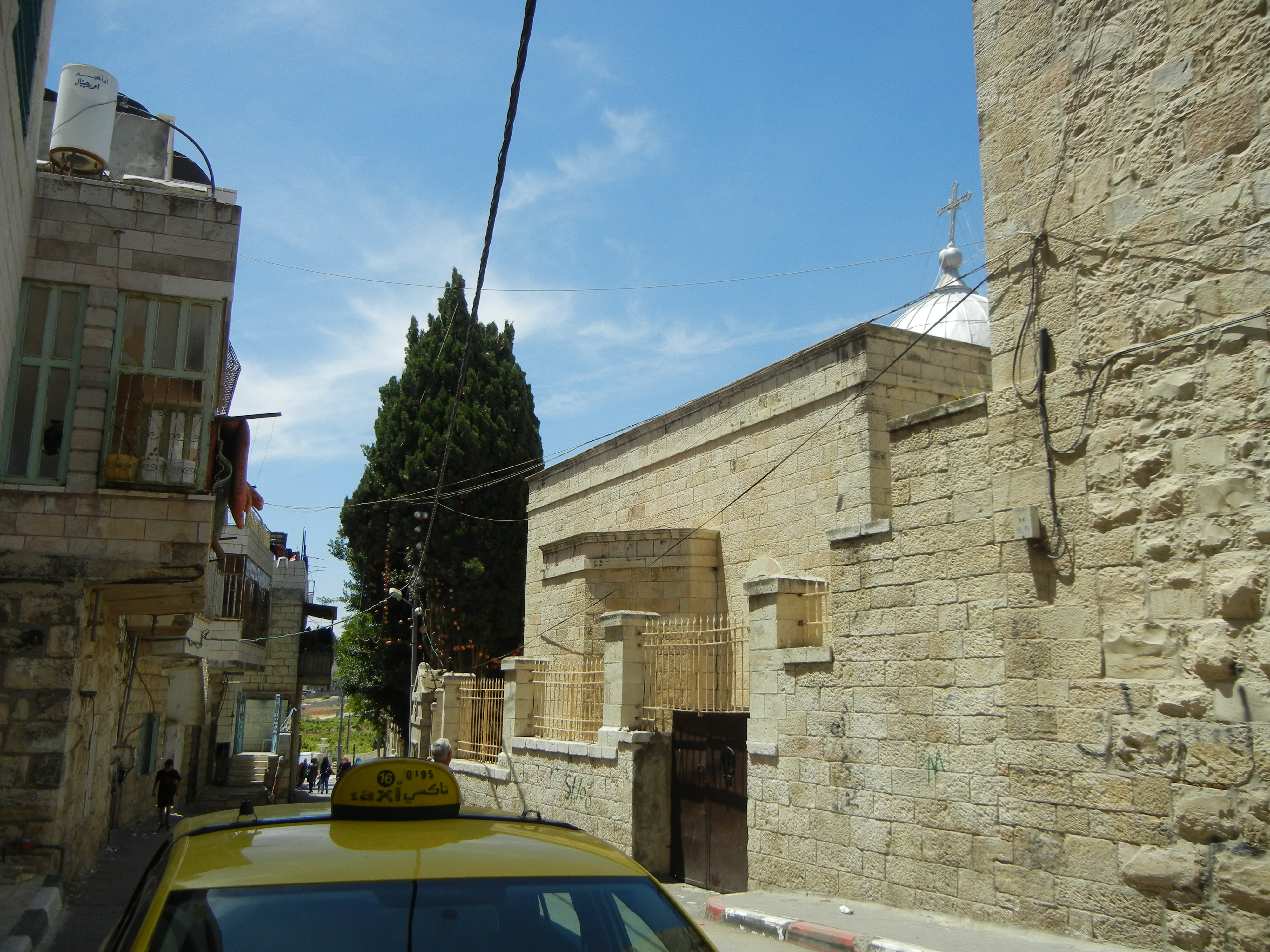
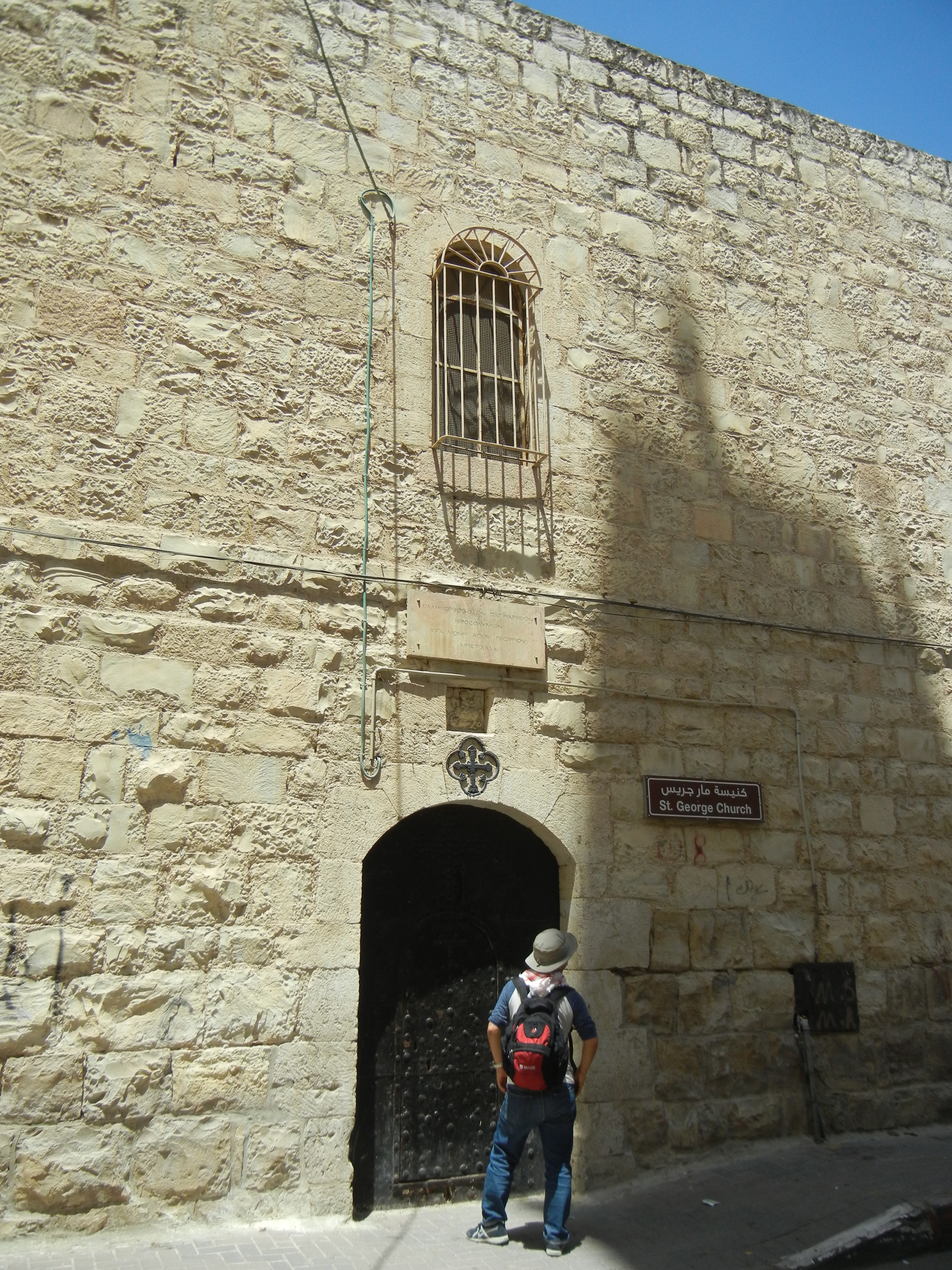
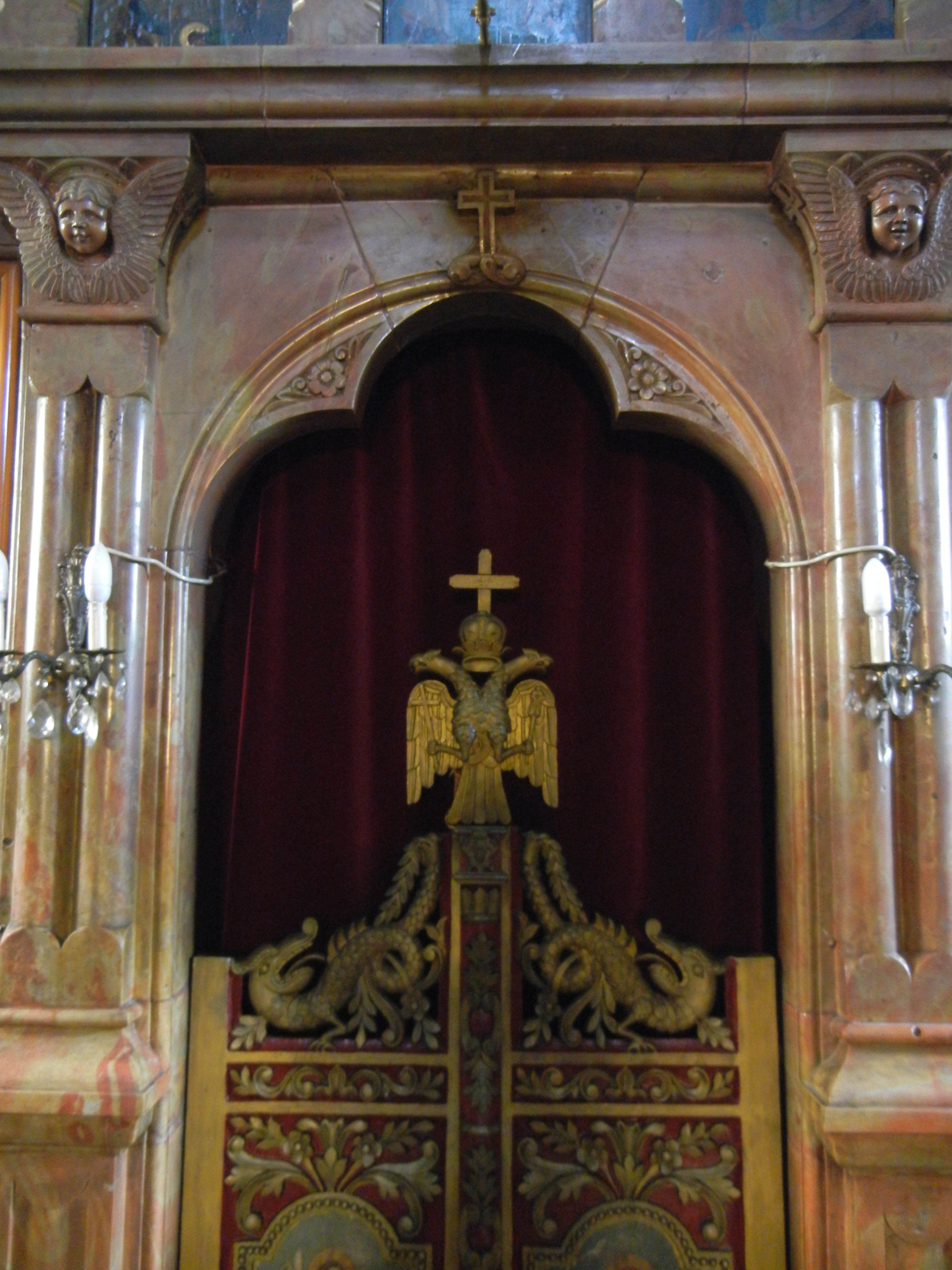
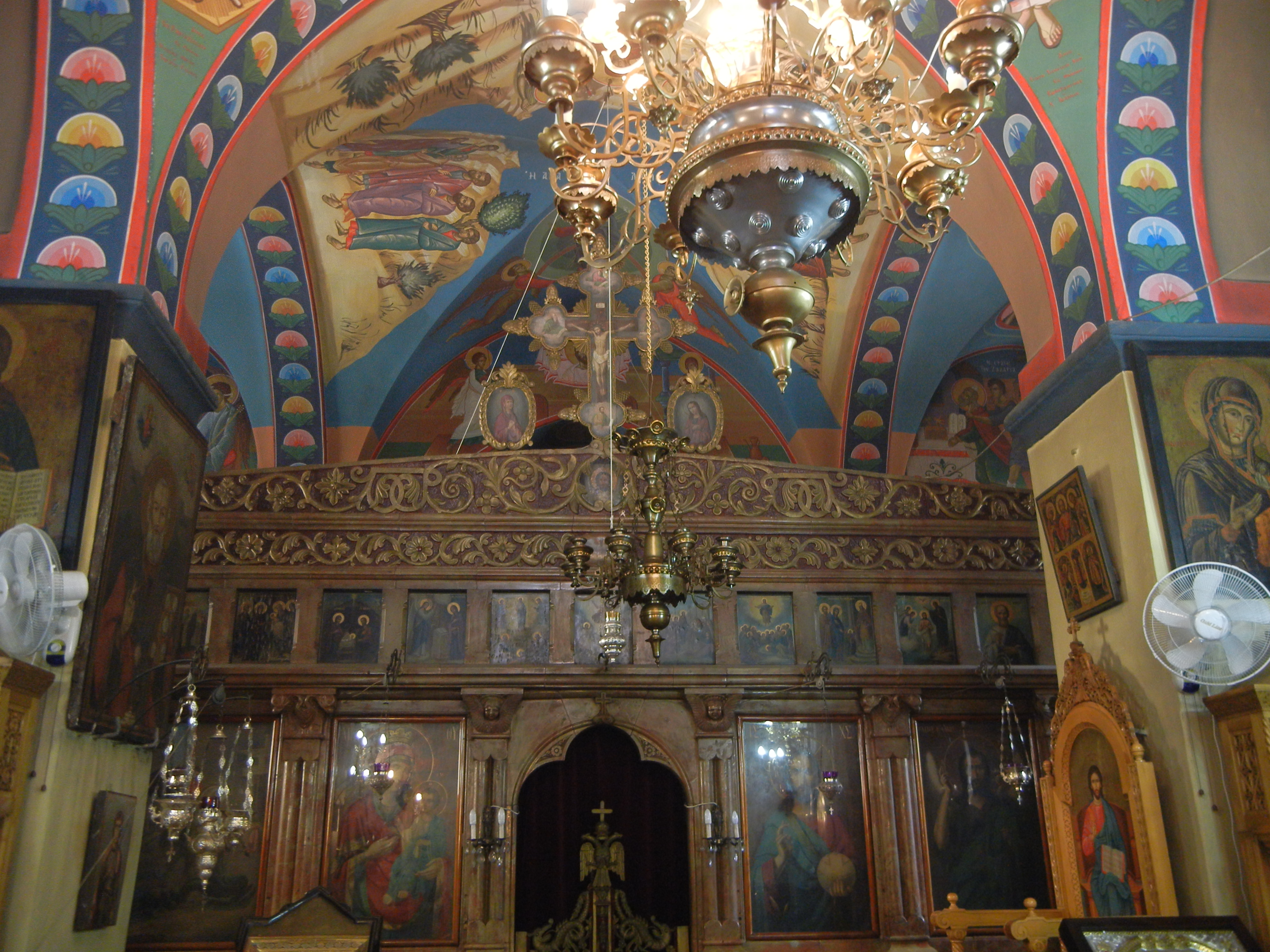
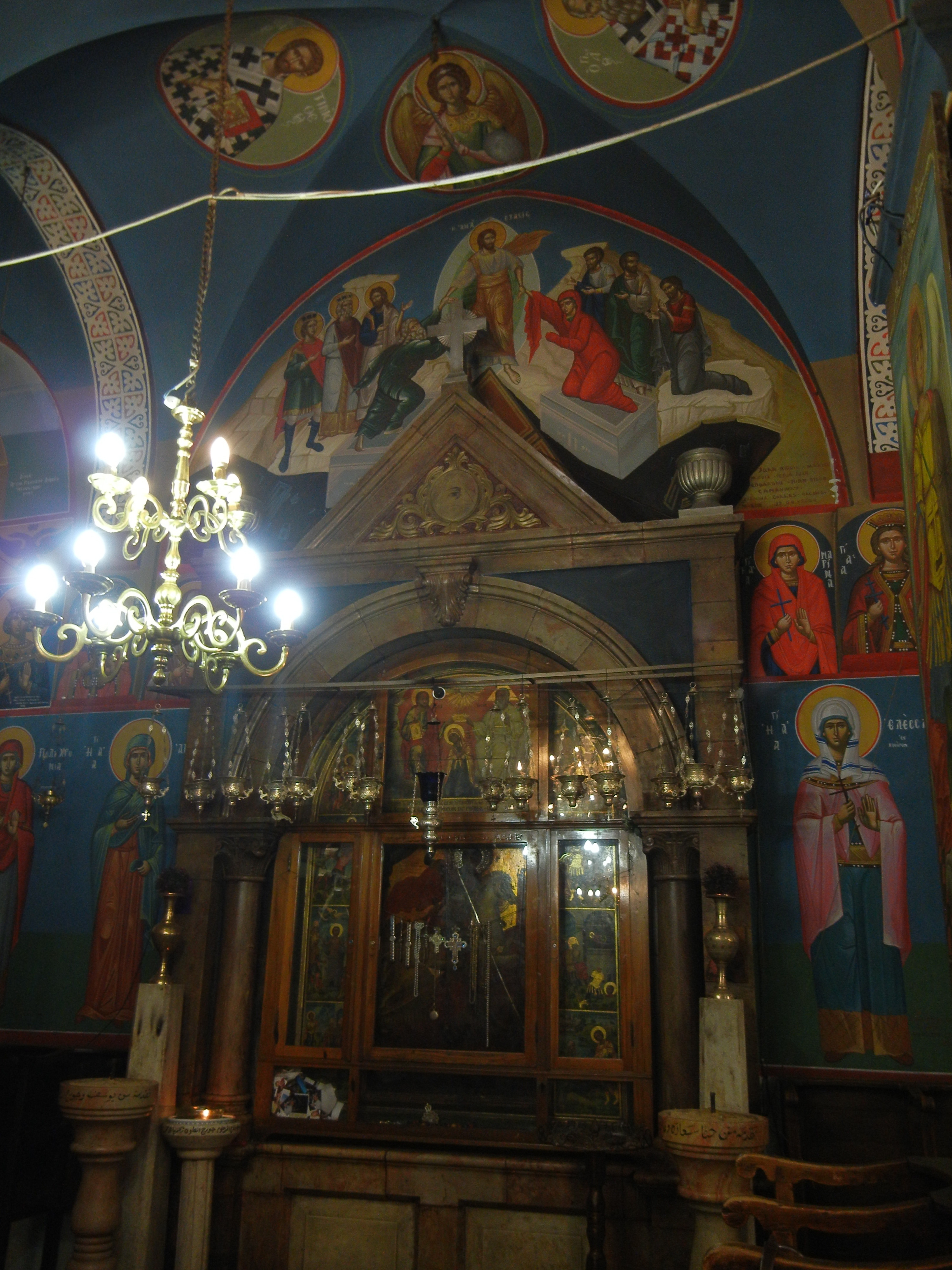
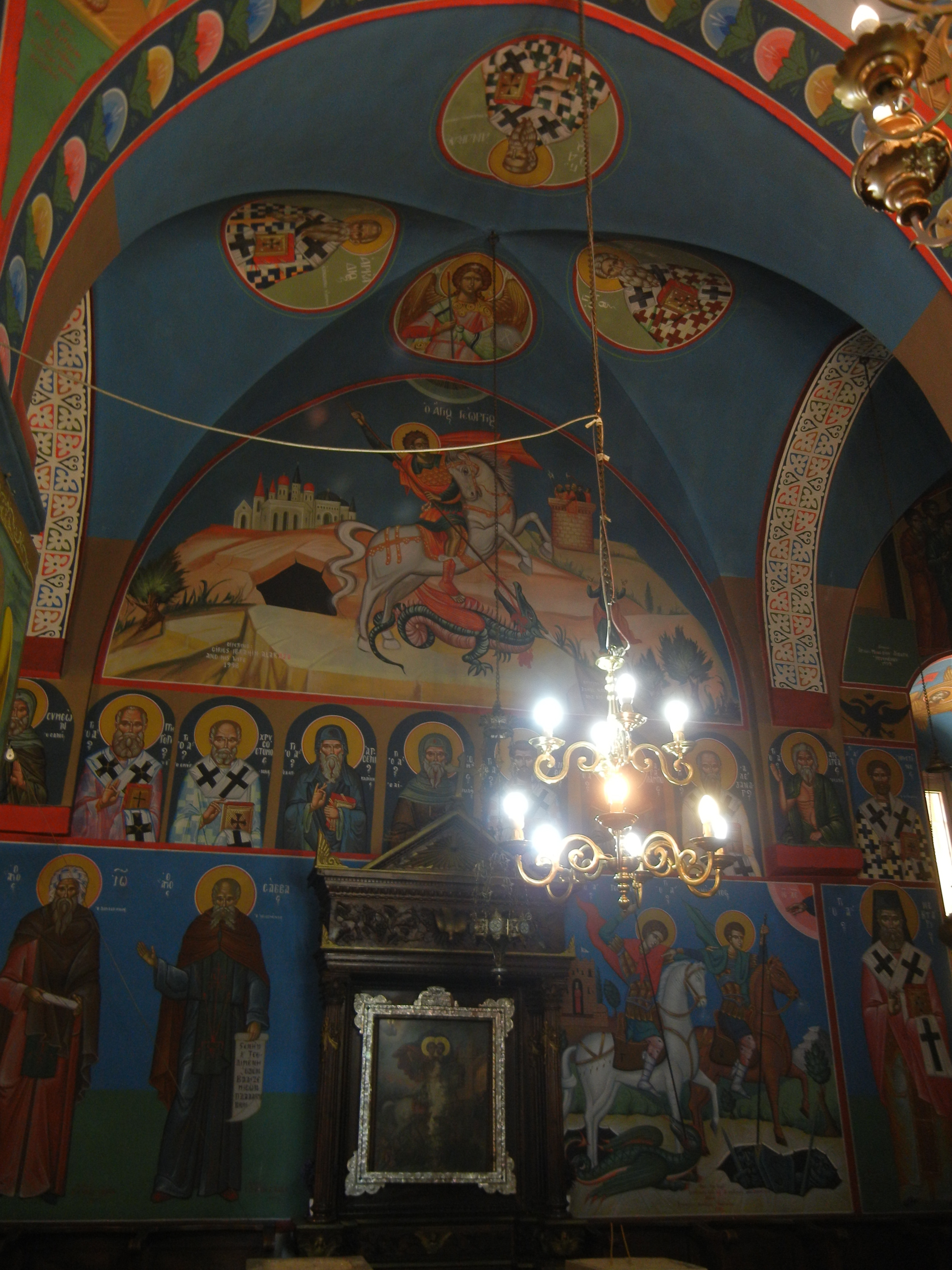
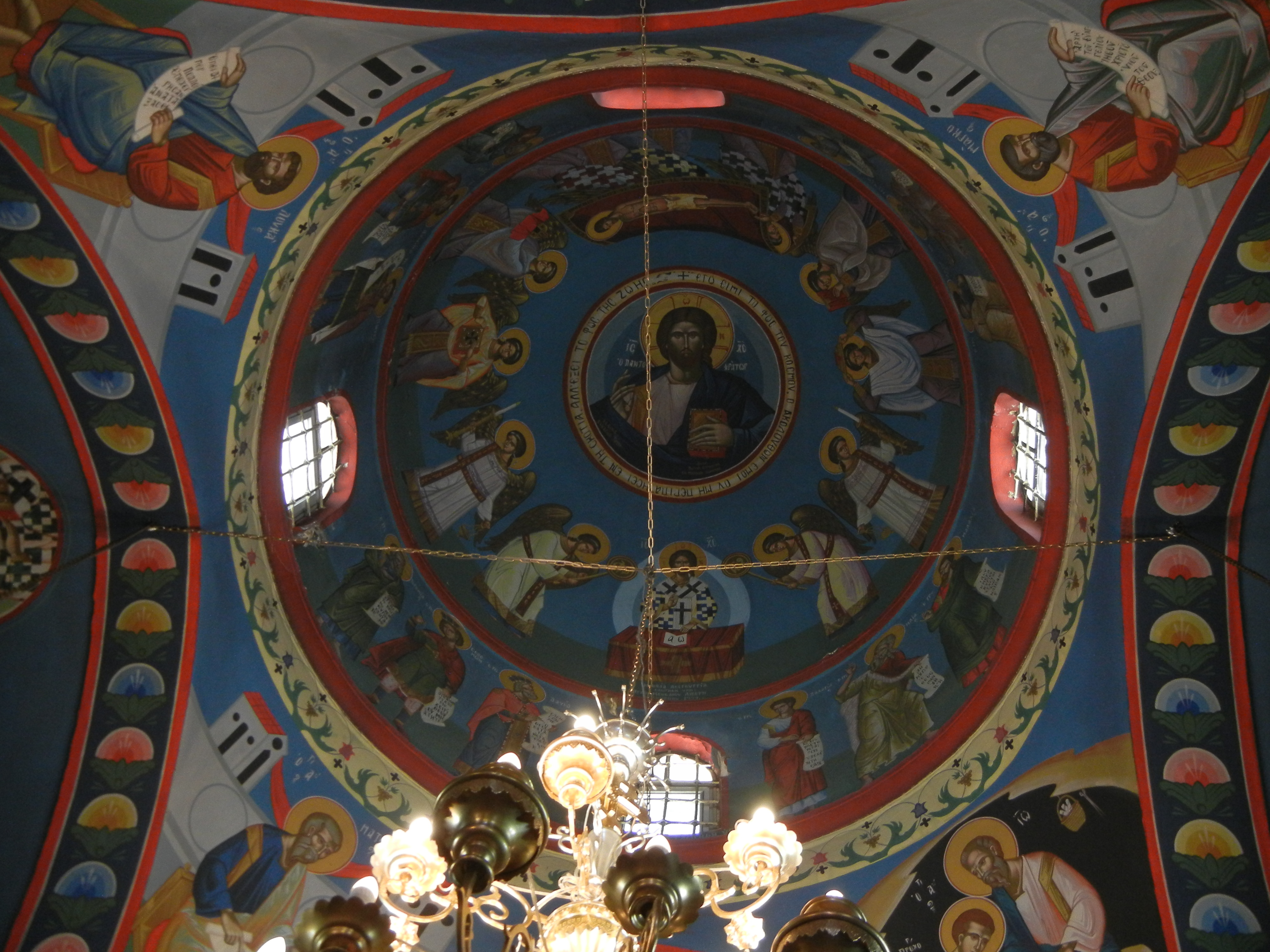
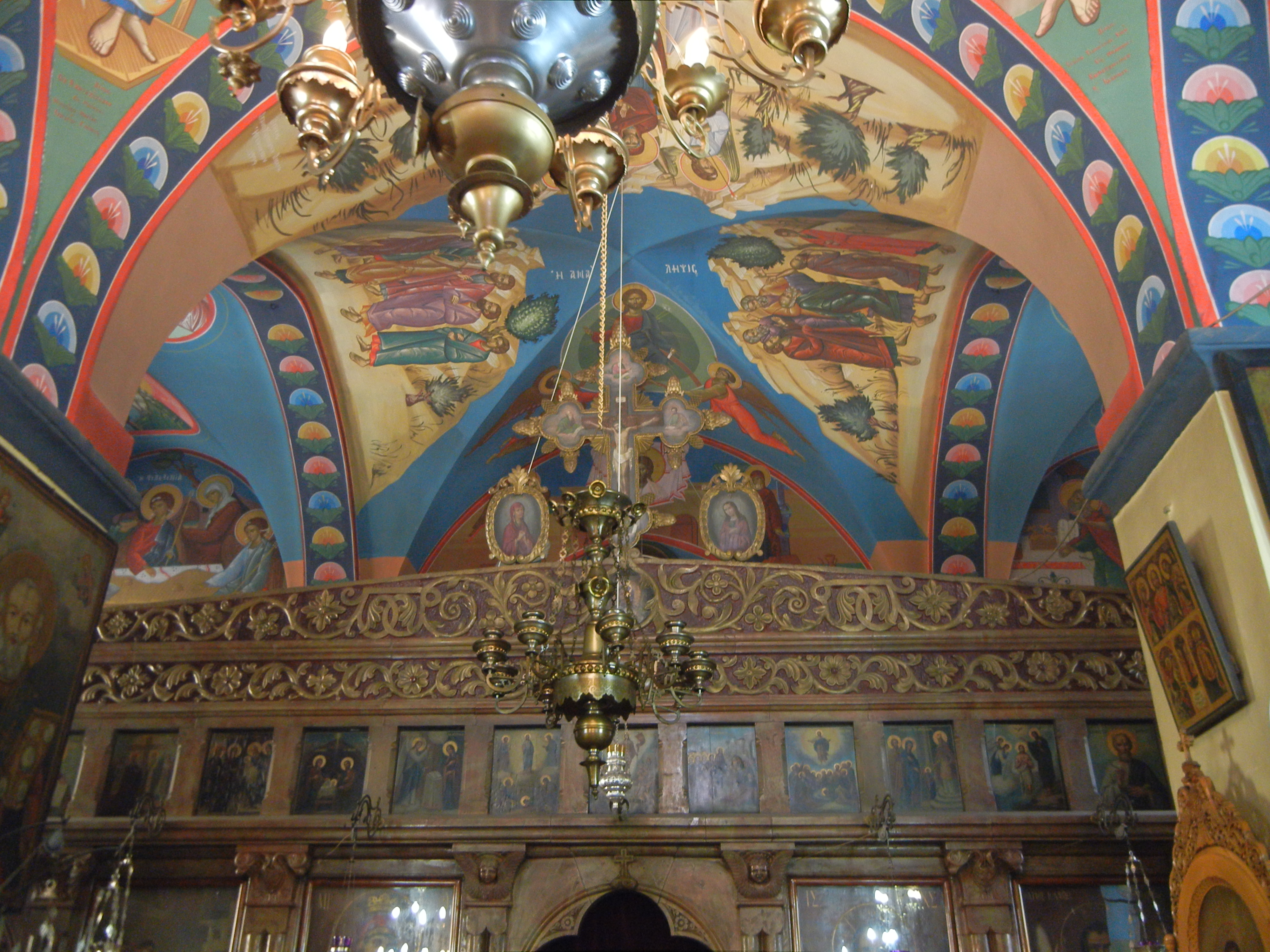
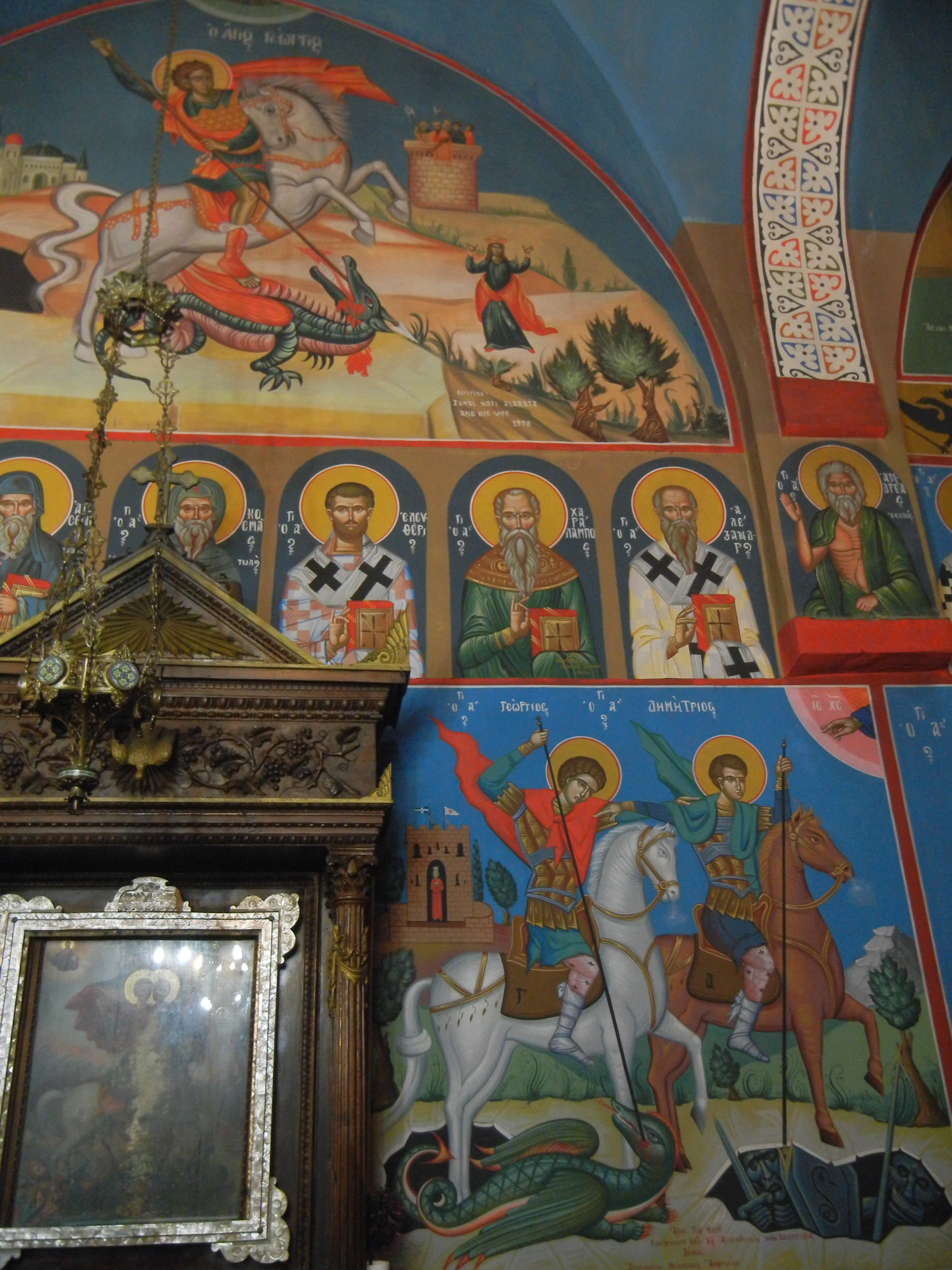
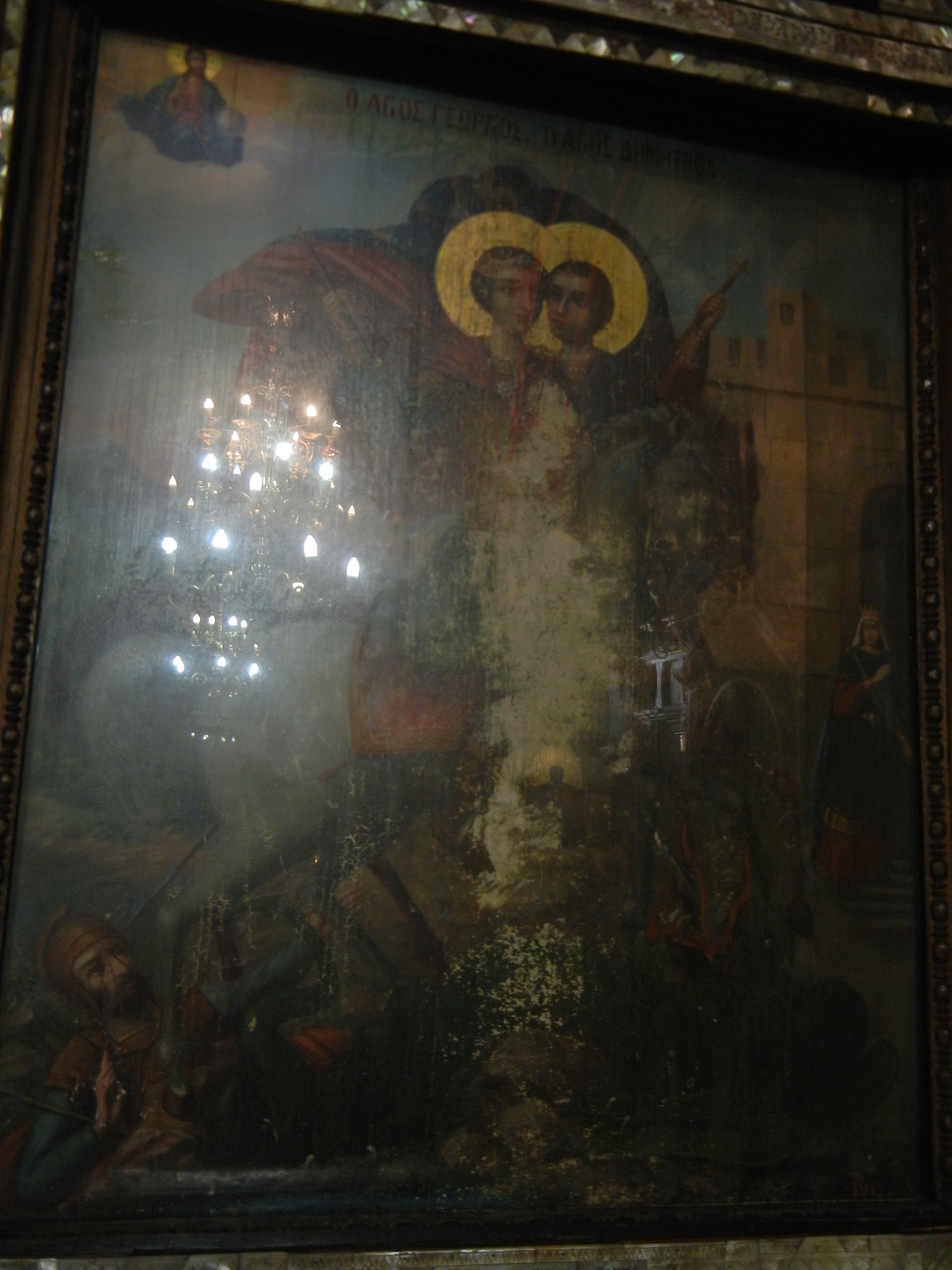
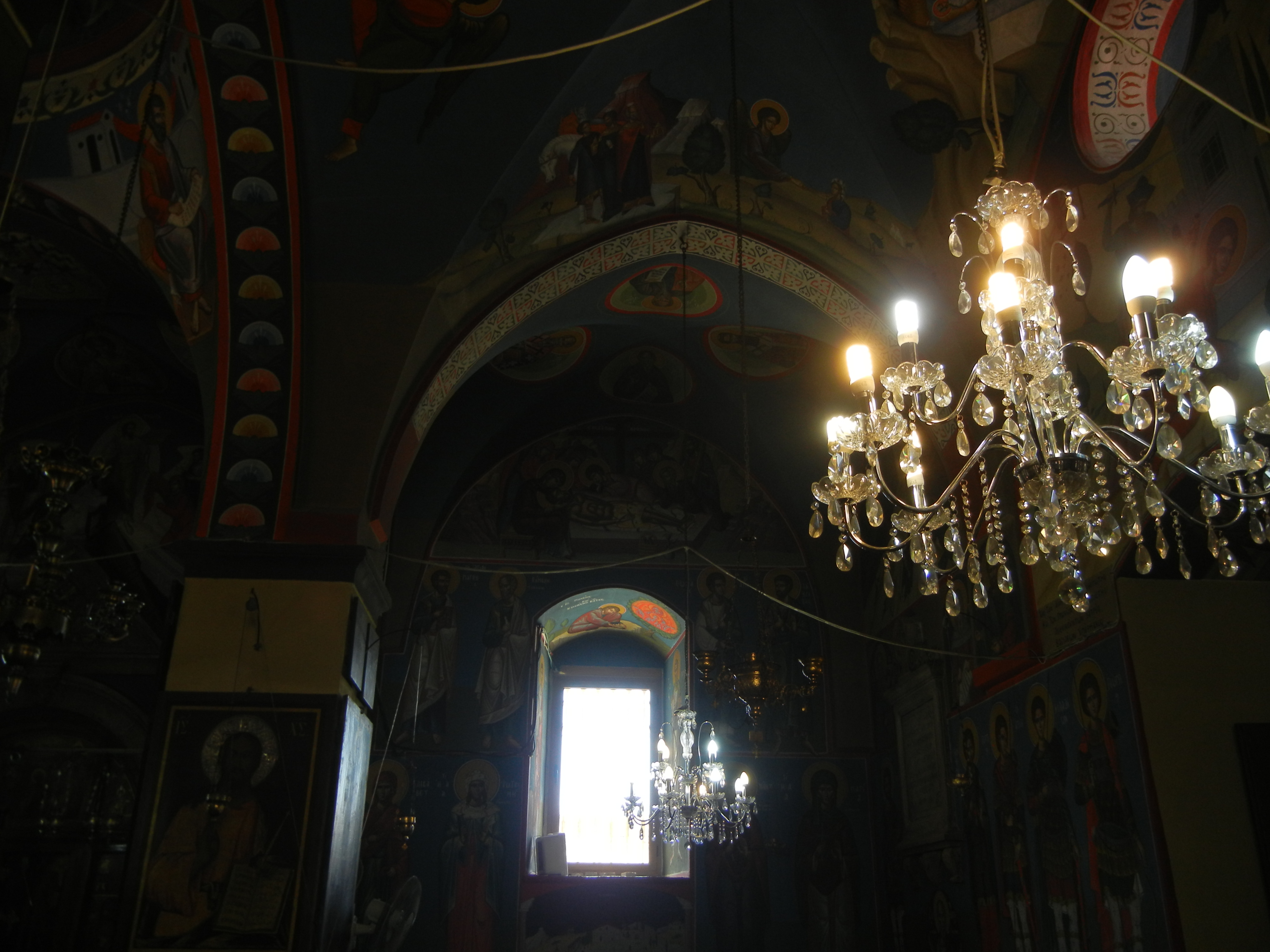
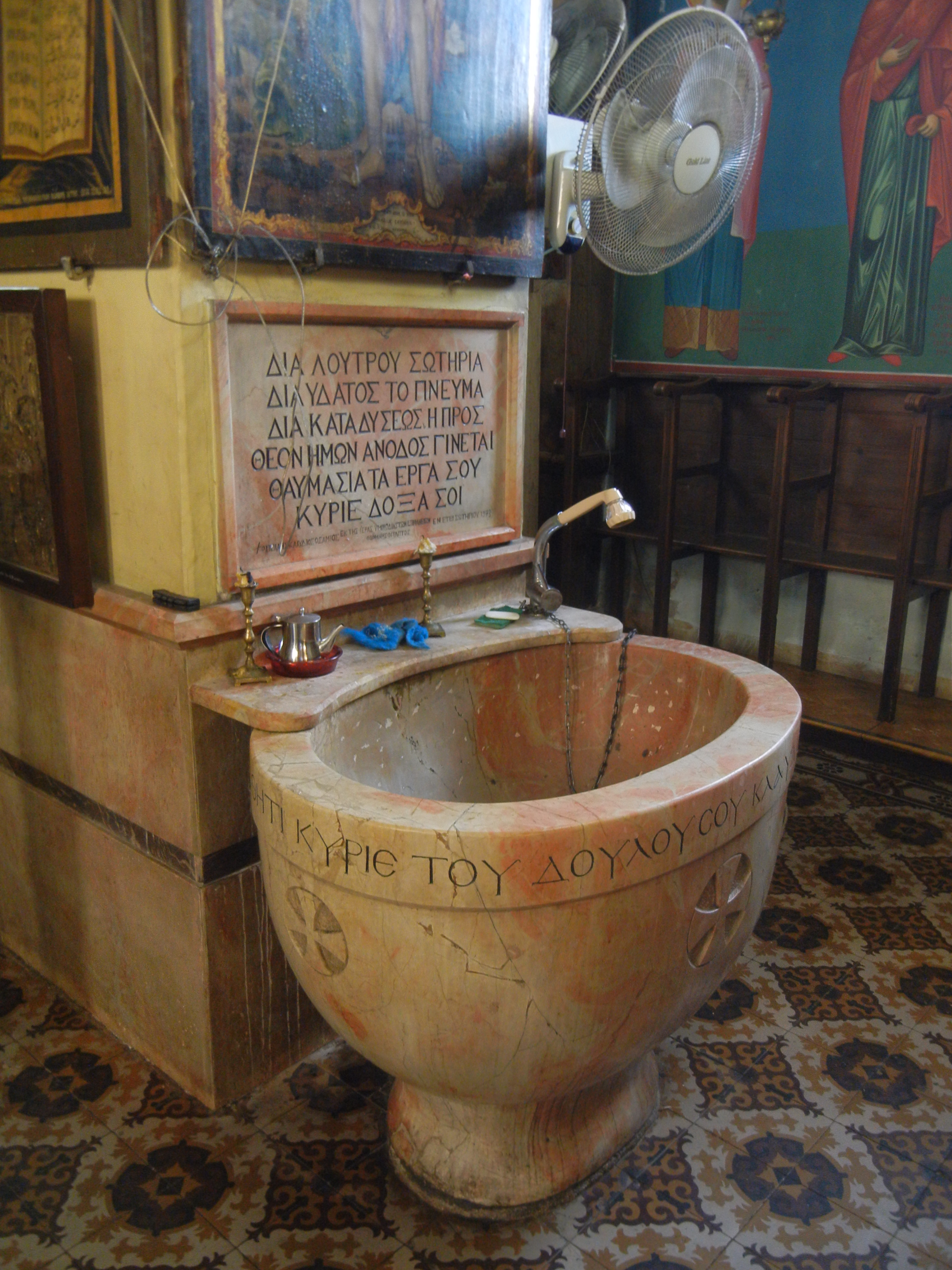
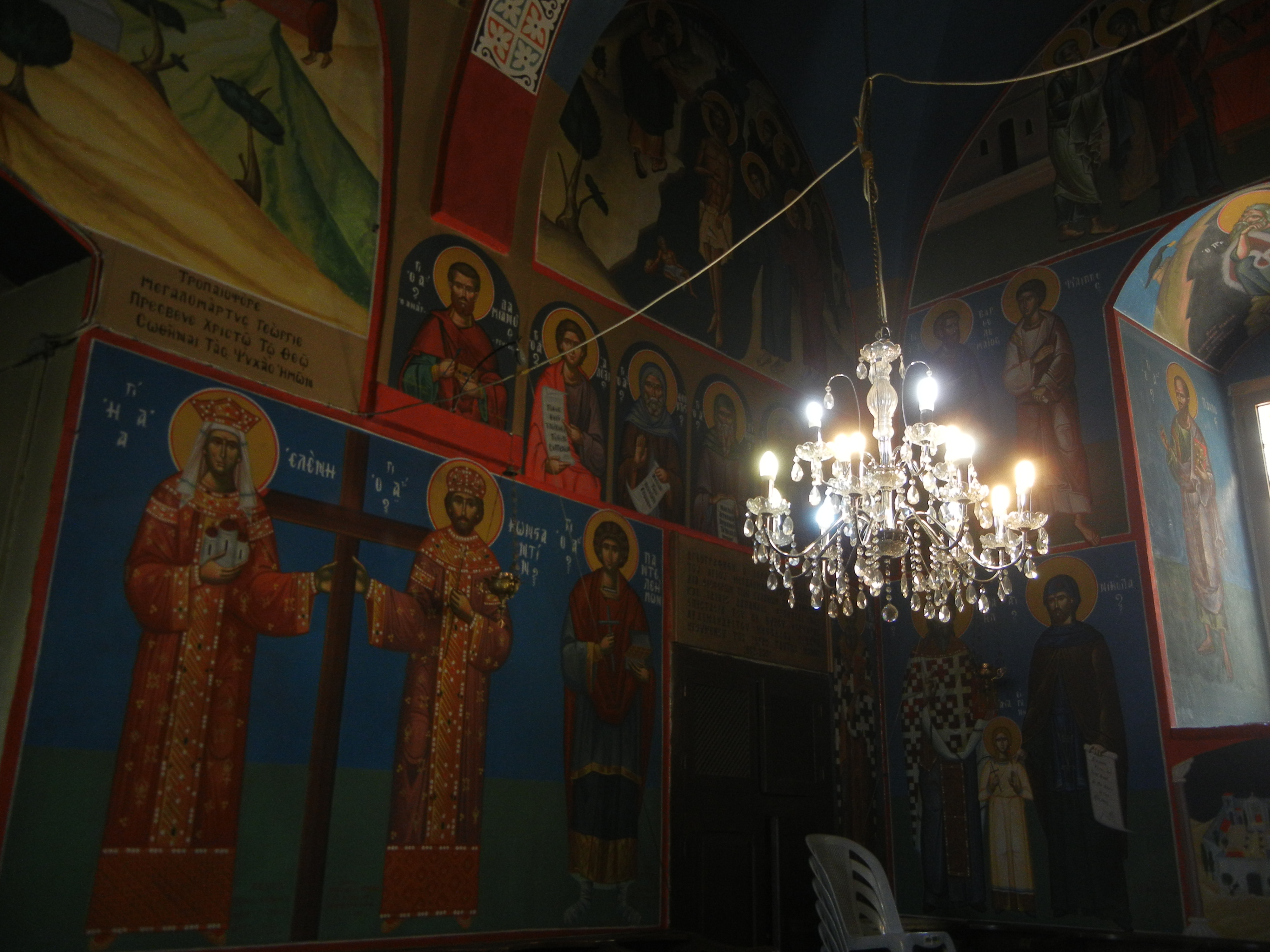
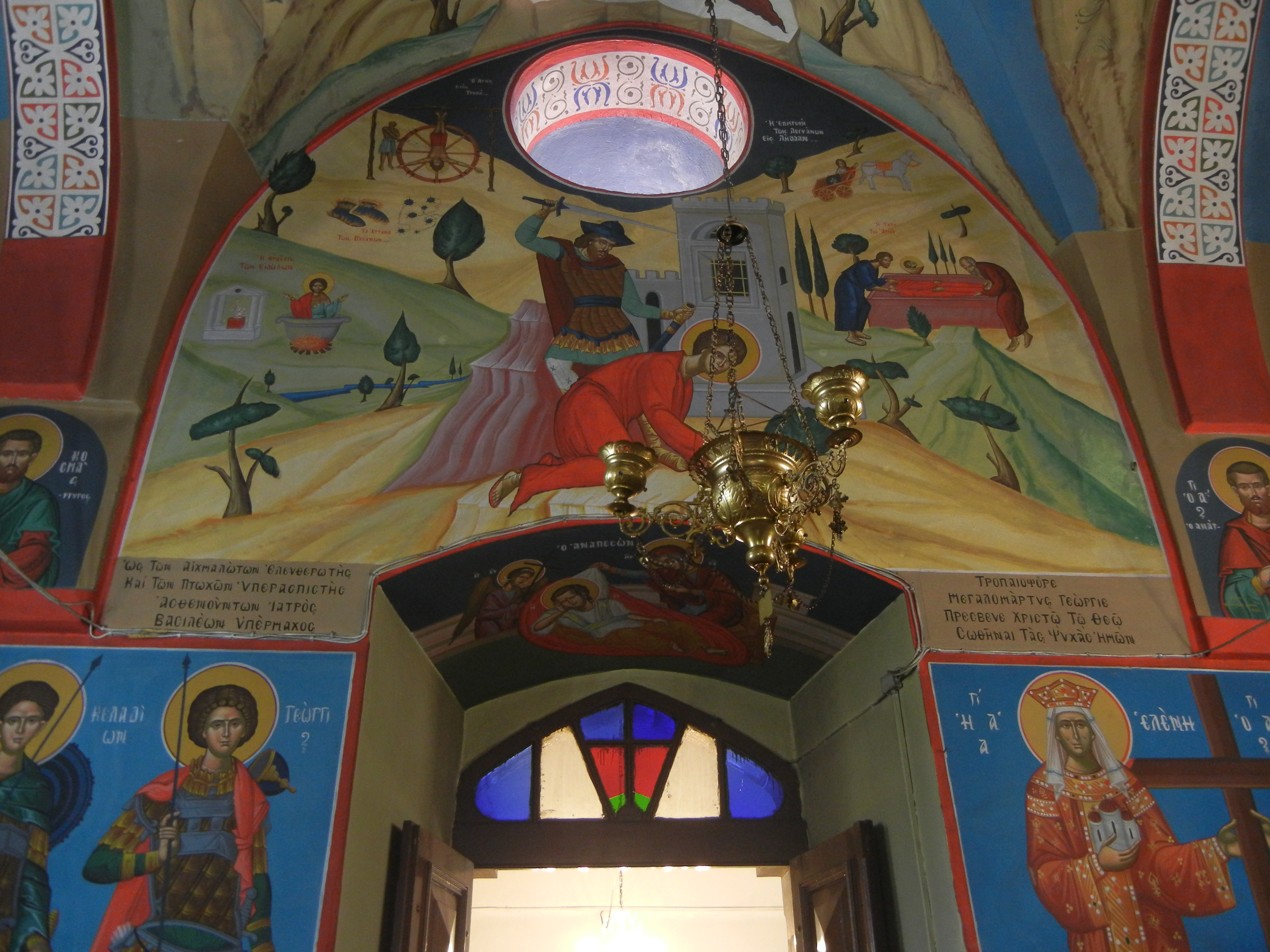
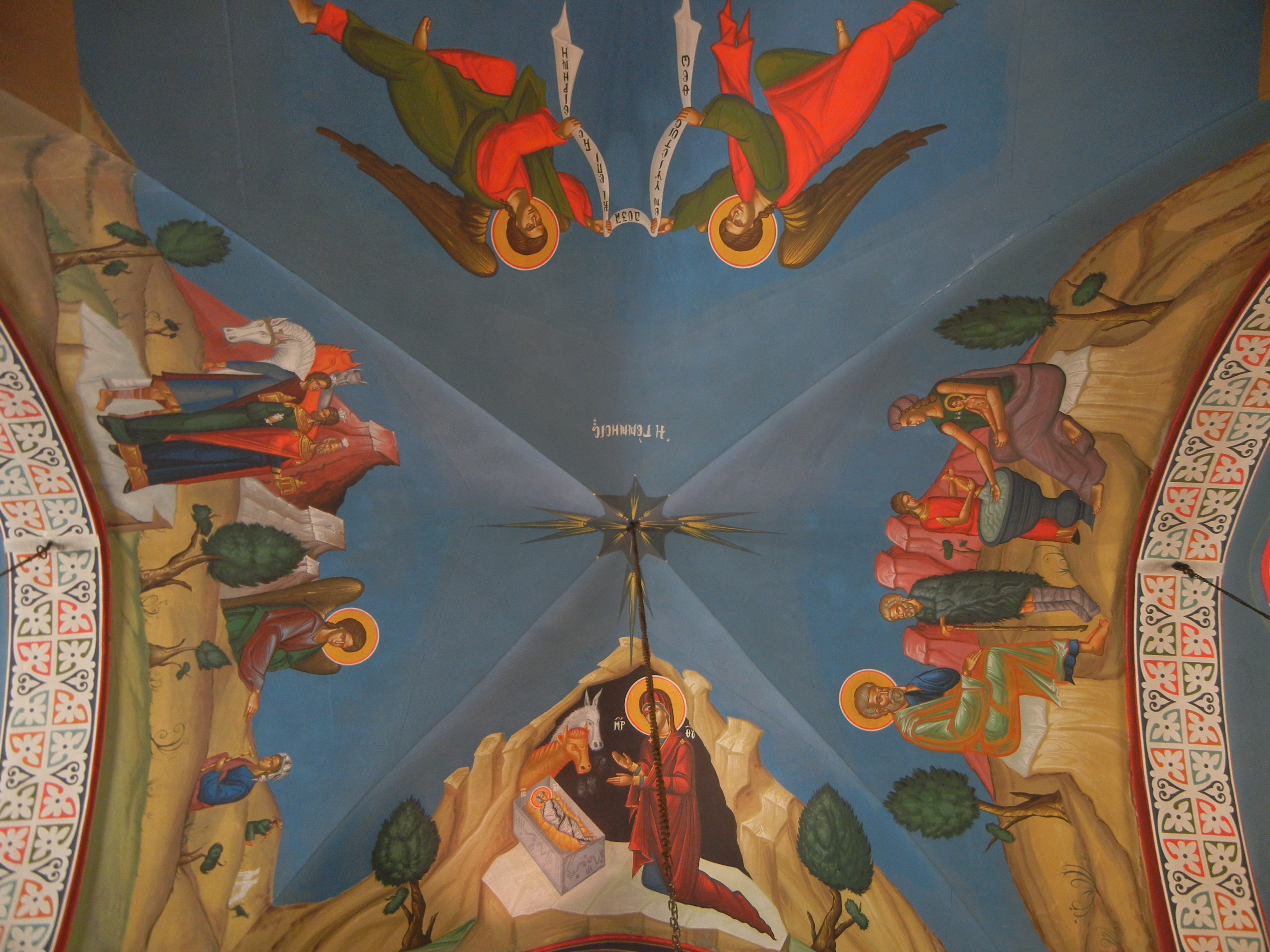
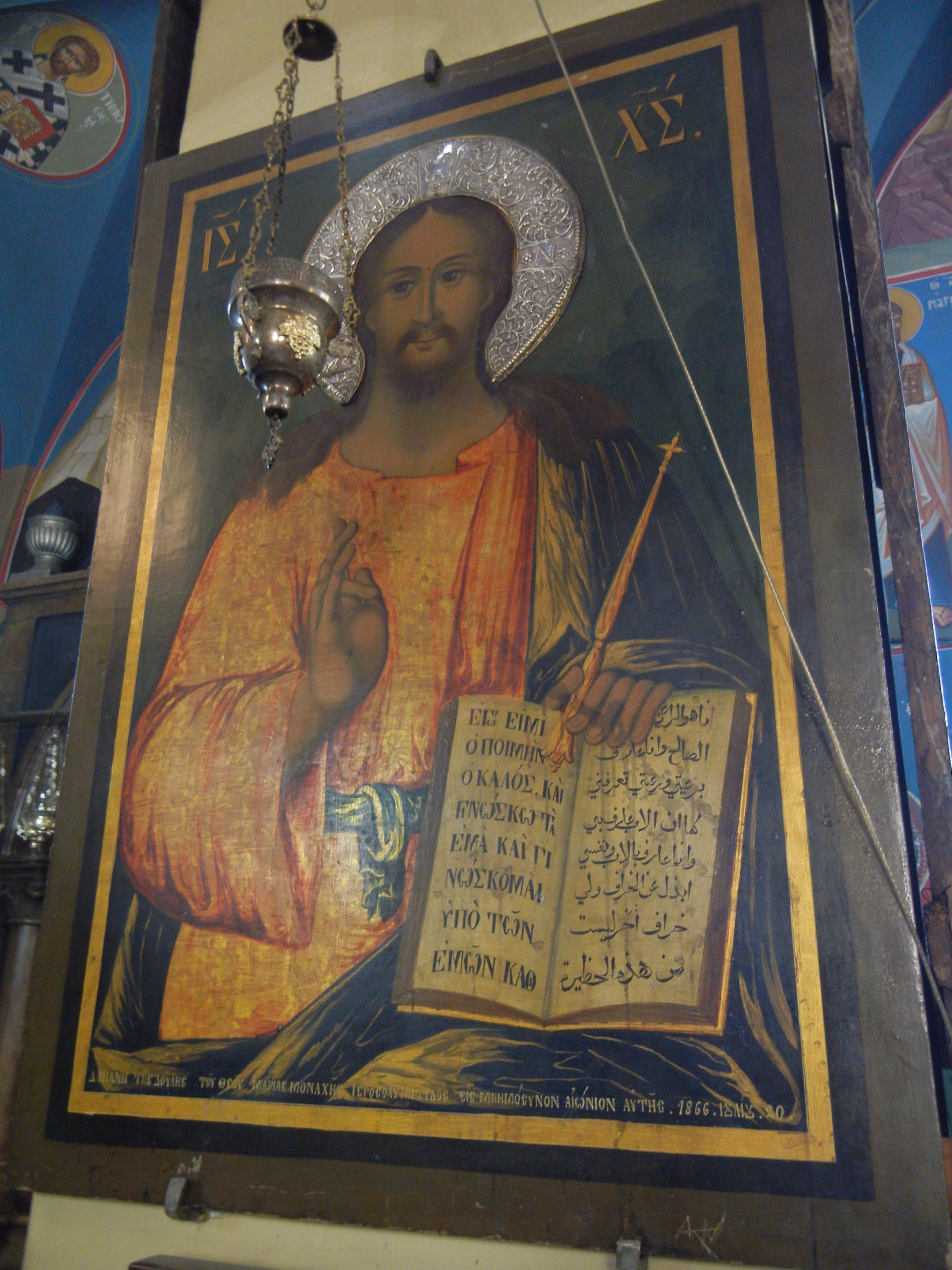
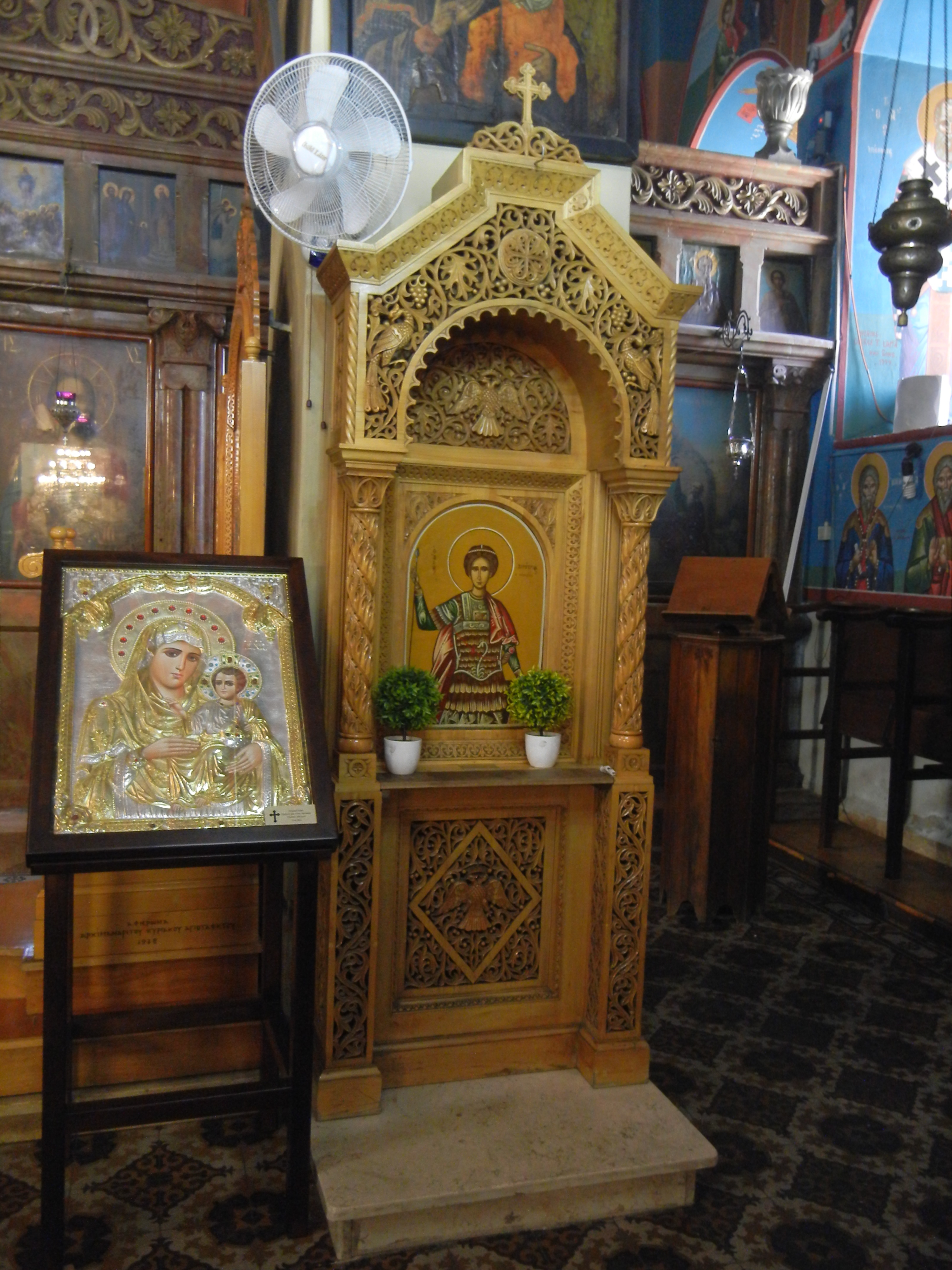
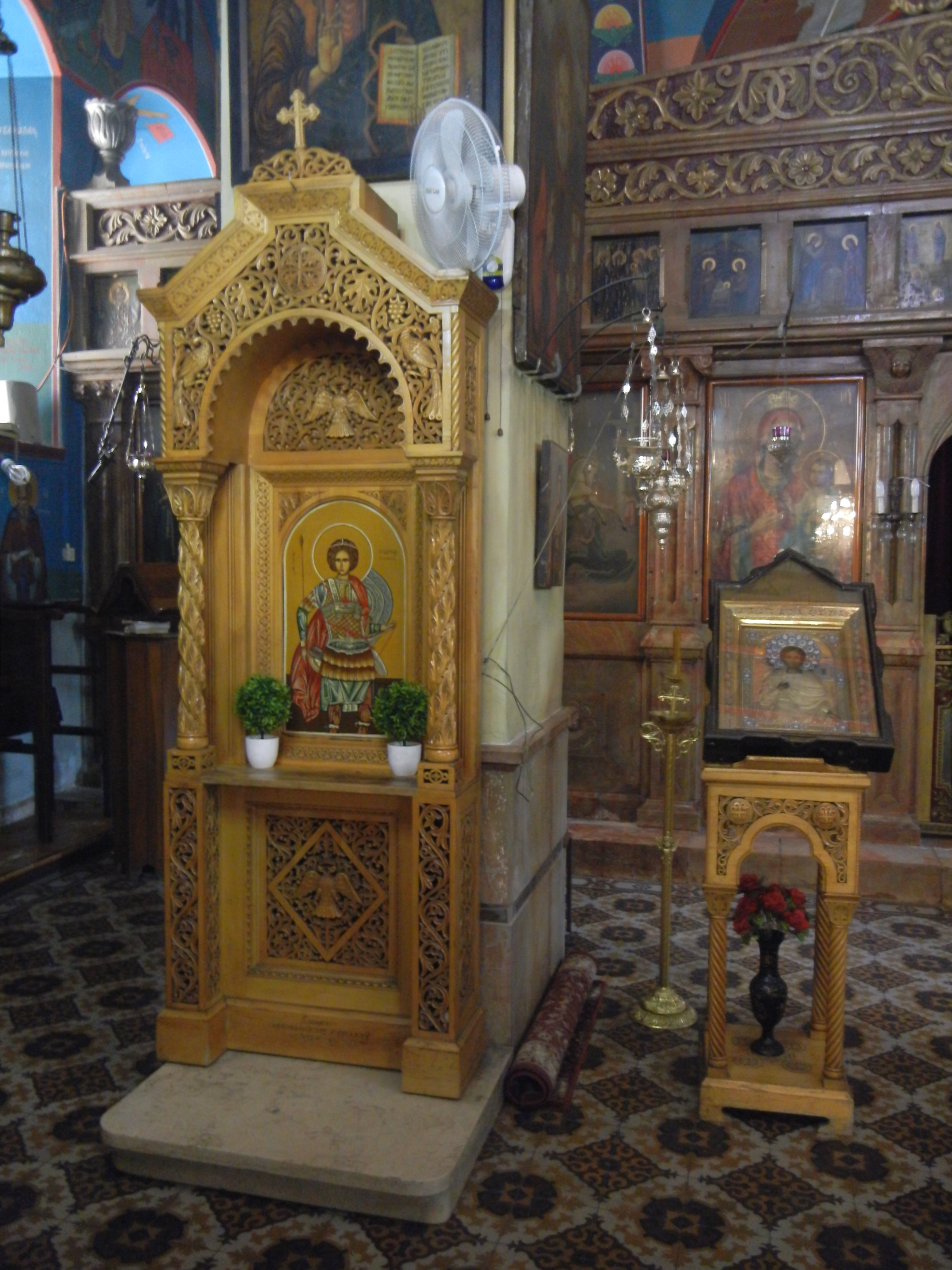
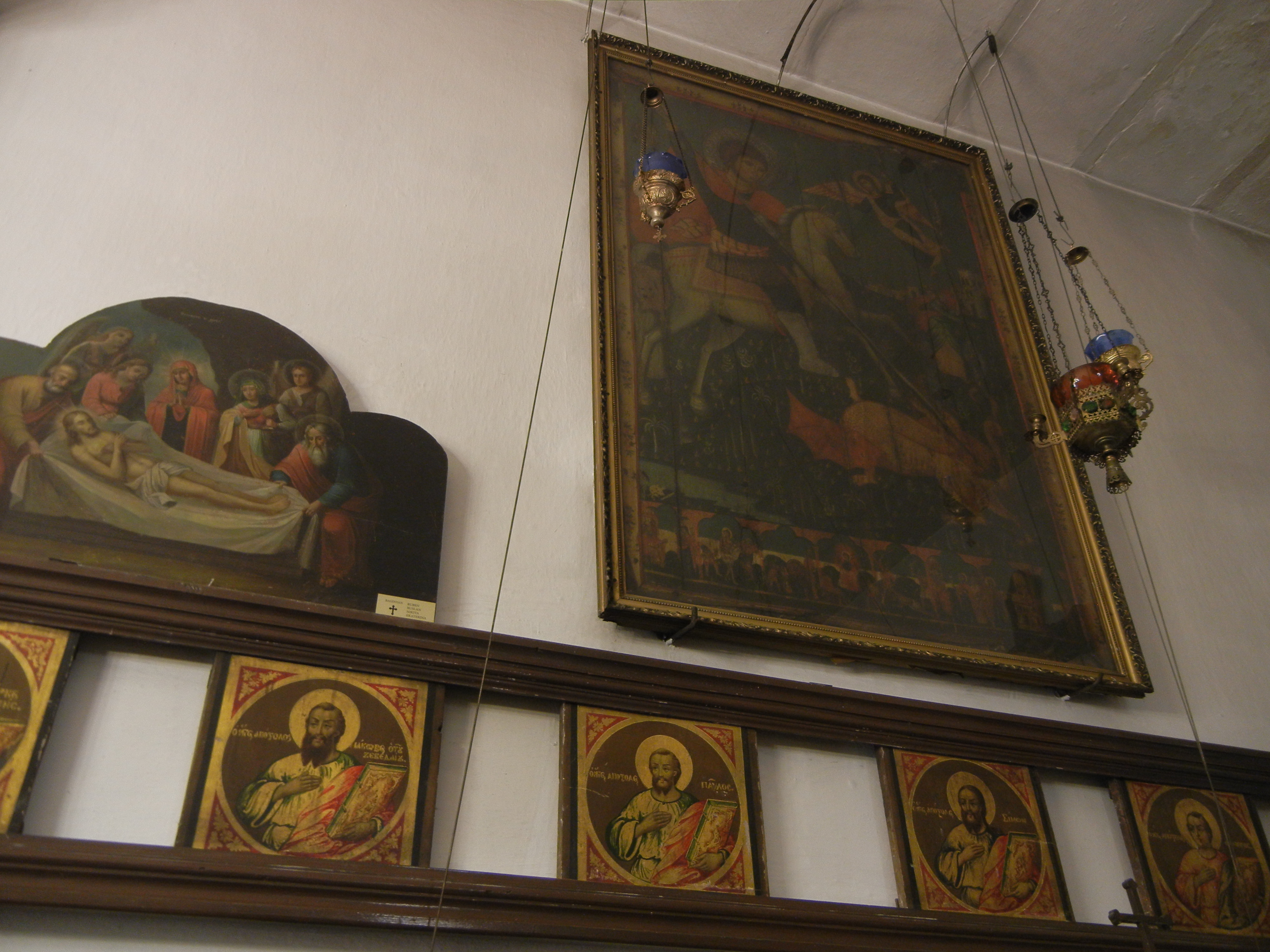
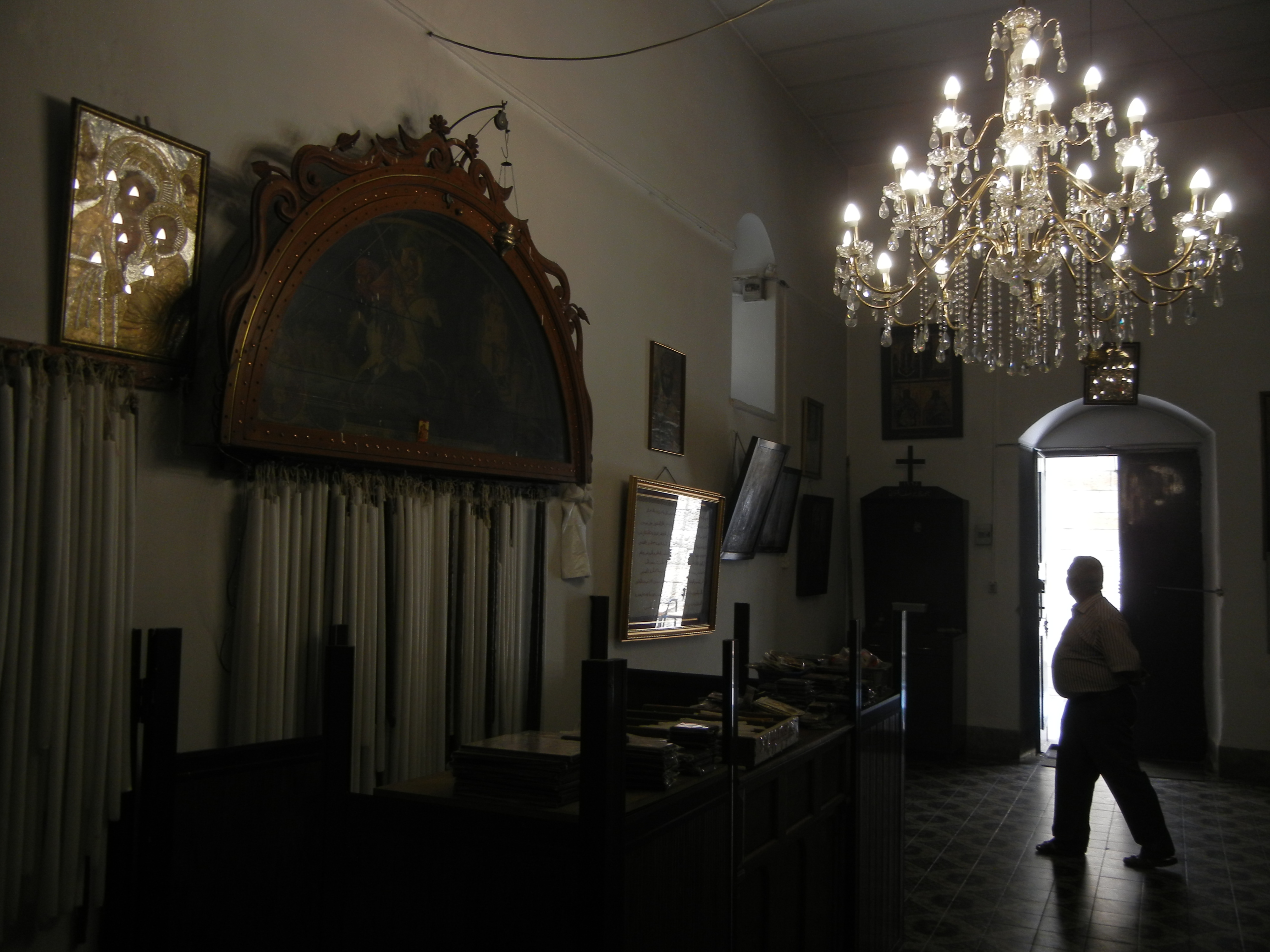
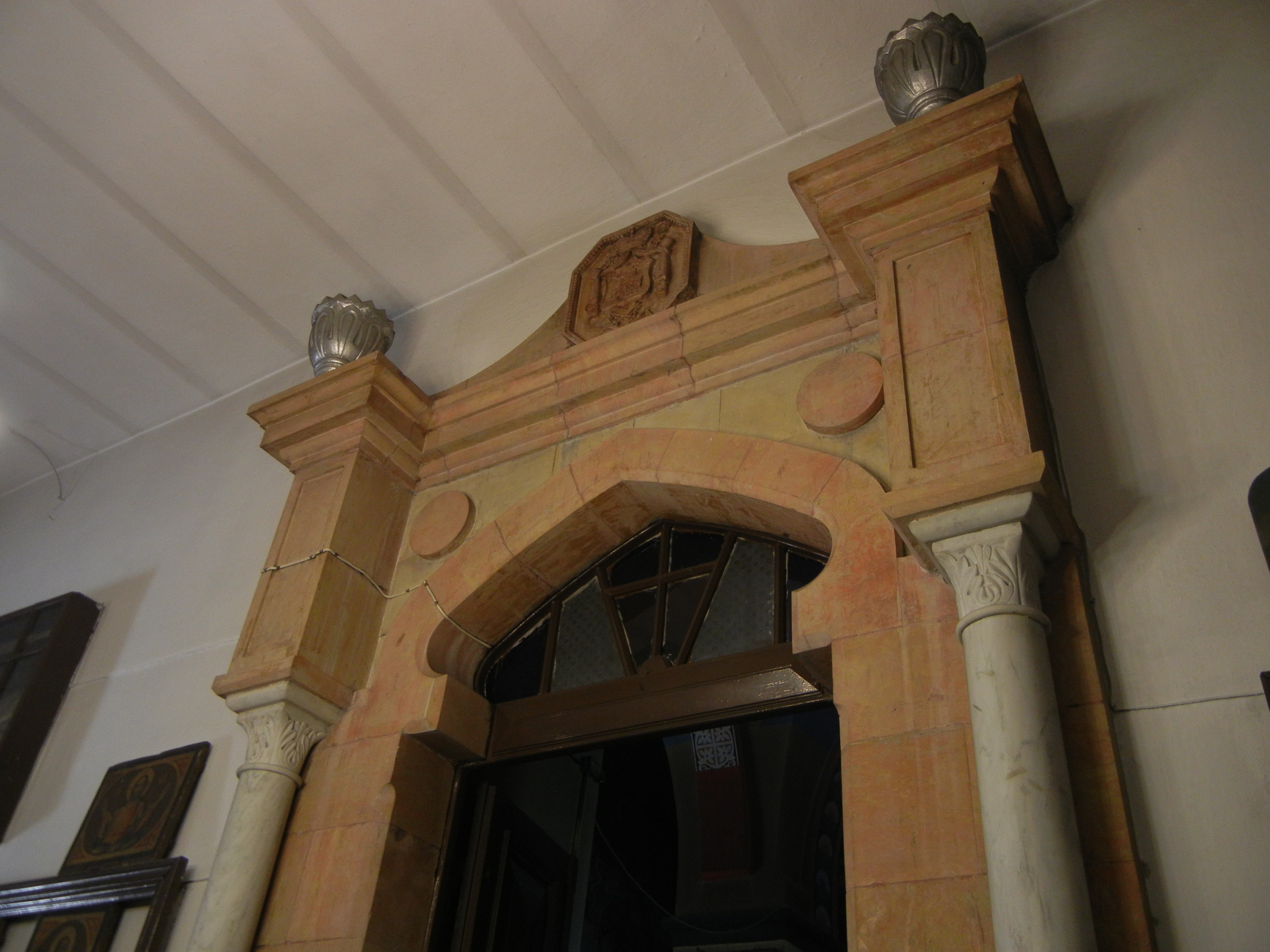
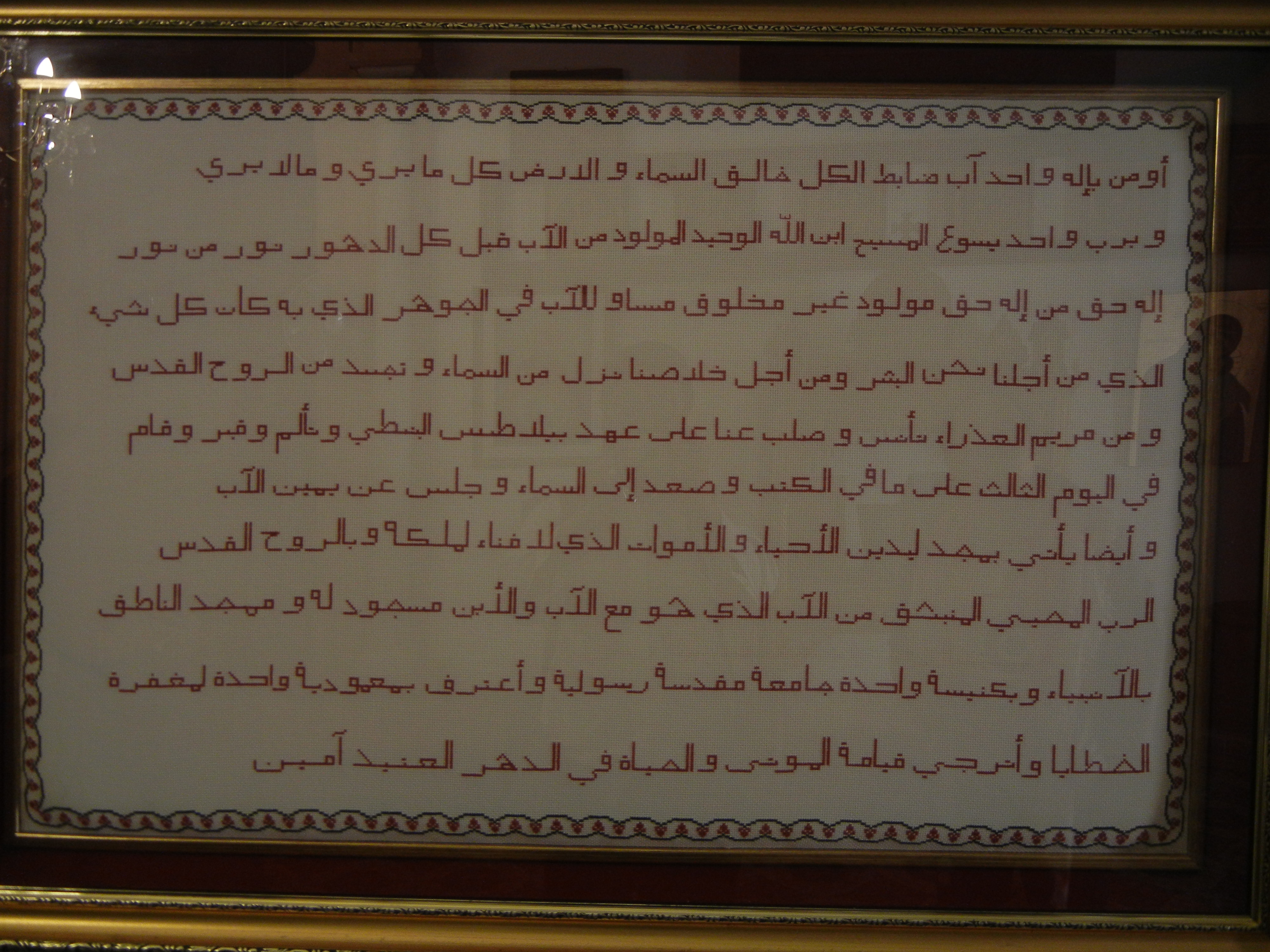
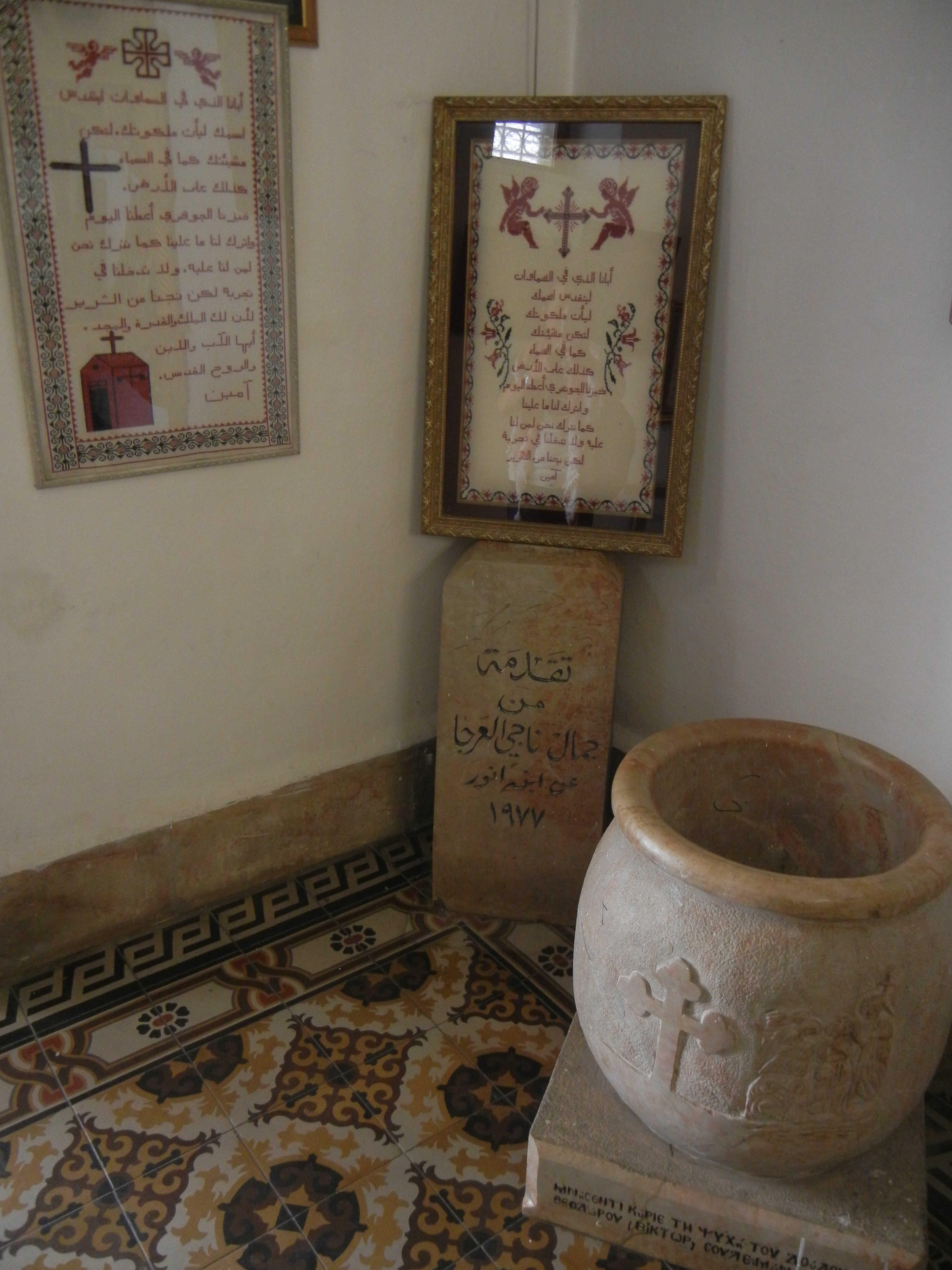
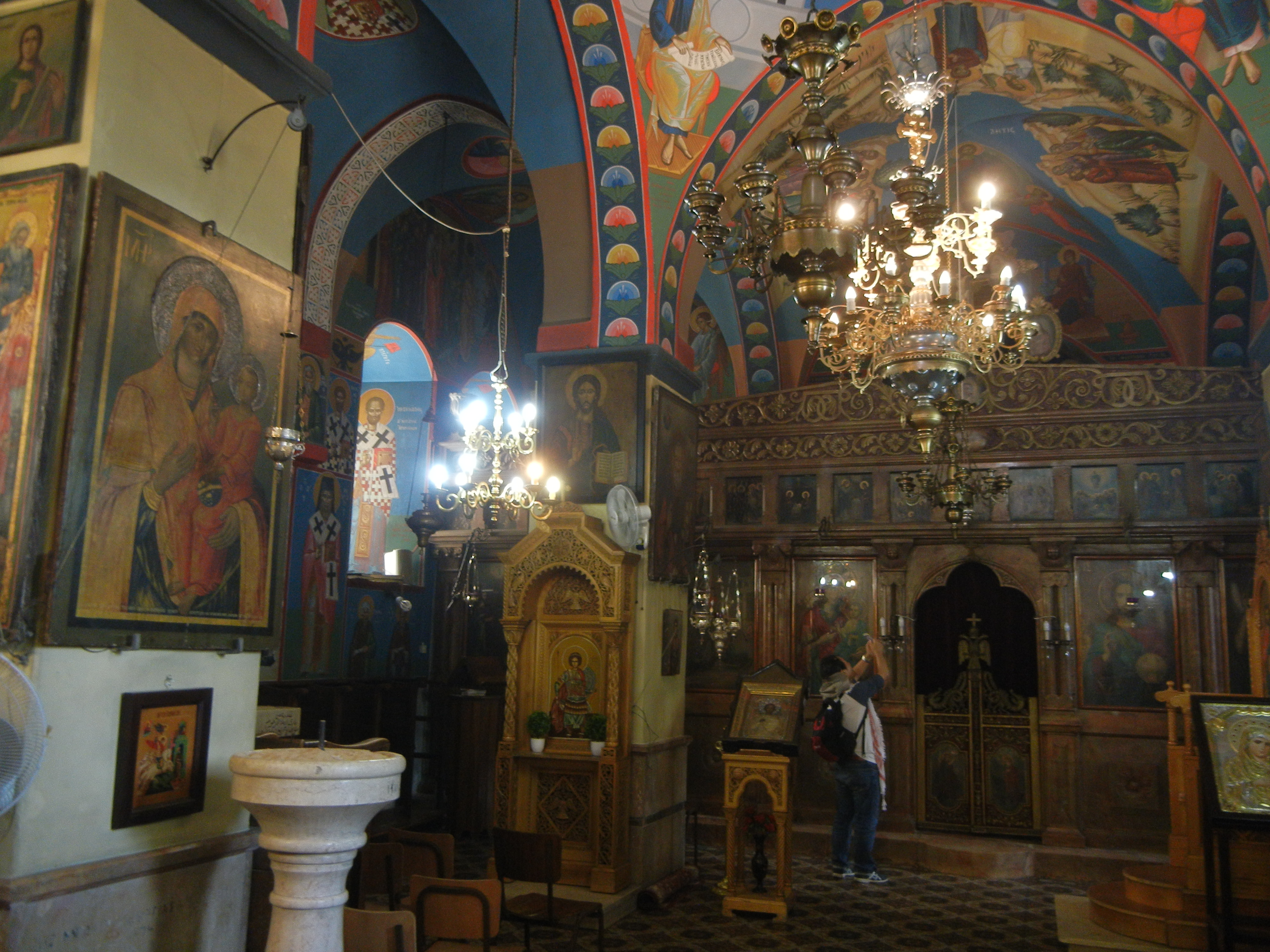
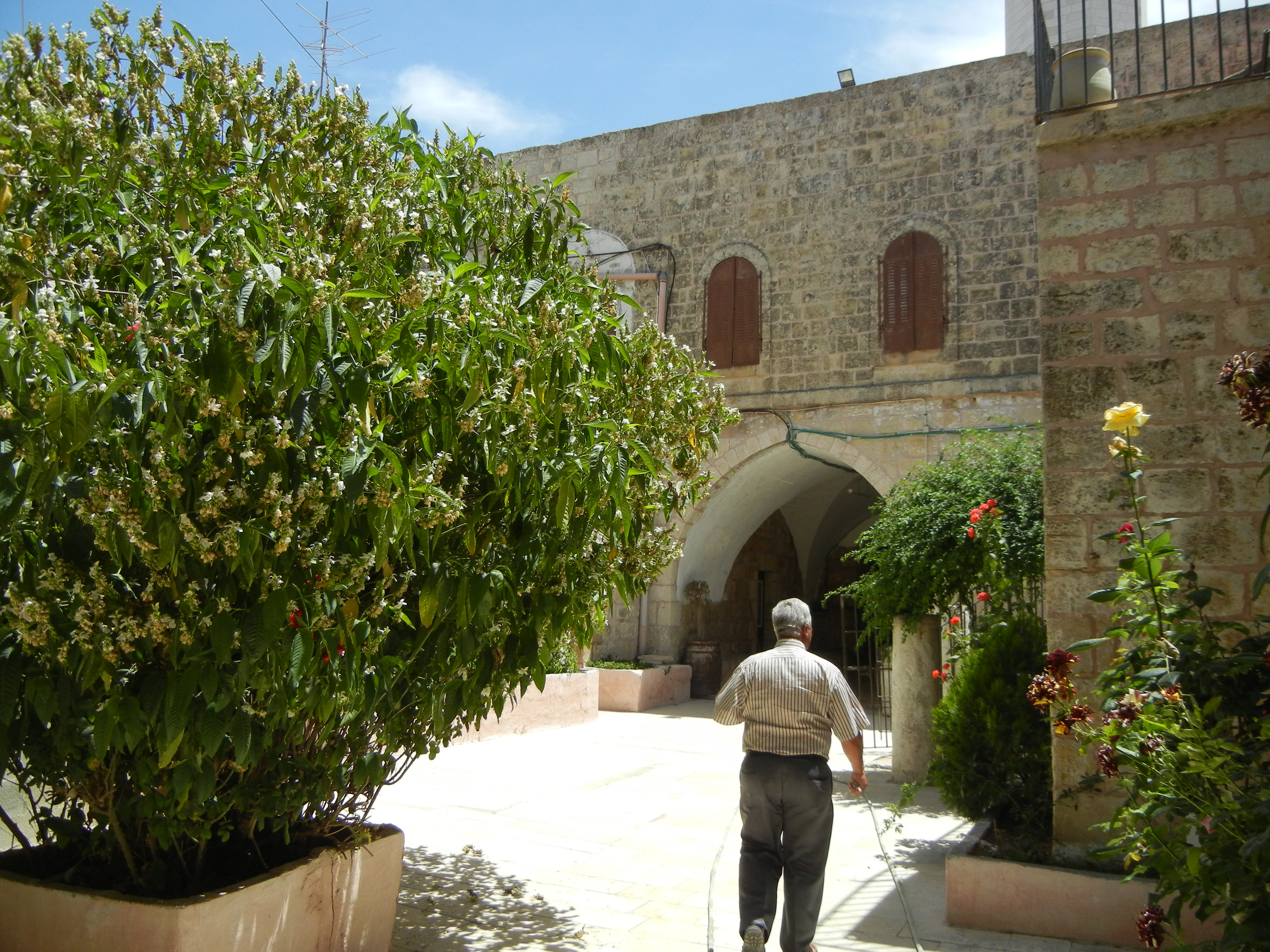